# 父島要塞

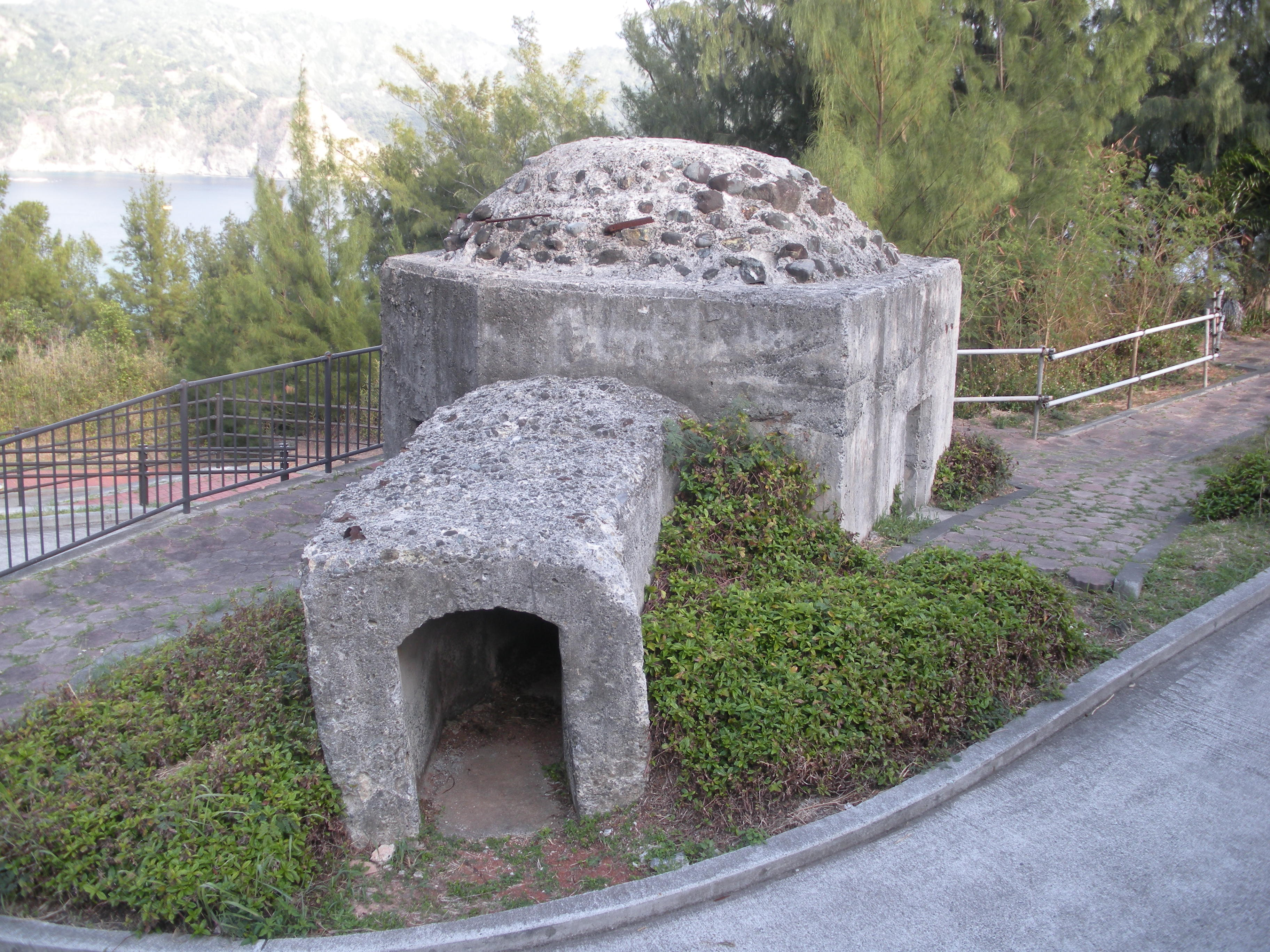
大根山公園に残るトーチカ

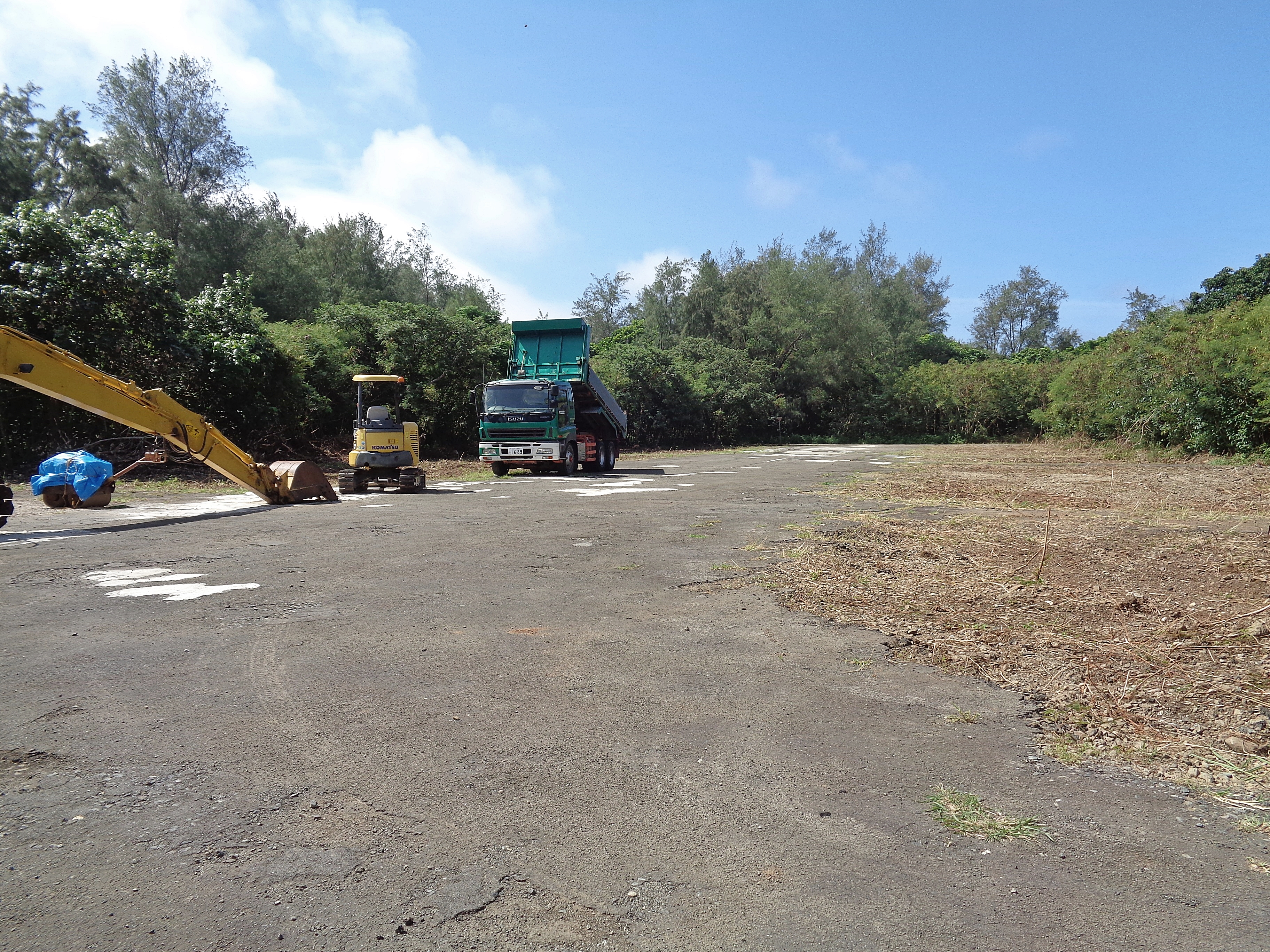
洲崎海軍飛行場跡地

父島要塞（ちちじまようさい）は、父島の防備のため設置された大日本帝国陸軍の要塞である。

## 概要
父島は日本海軍が日露戦争後に着目し、貯炭場、無線通信所などを設置していた。海軍からの強い要請で、1920年8月、陸軍築城部父島支部が設置され、測量・砲台設計に着手した。砲台工事は1921年7月から着工された。しかし、1922年2月、ワシントン軍縮会議による太平洋防備制限条約により砲台工事は中止となった。
1934年12月、日本の防備制限条約からの脱退に伴い、中止した砲台工事を再開し備砲工事に着手した。1940年8月、戦備作業が指令され、1941年9月、父島要塞臨時編成令が出され戦備に入った。日米開戦後は陸軍部隊の他、海軍の第7根拠地隊から新たに改変された父島方面特別根拠地隊や、主に対潜哨戒を任とする父島海軍航空隊(後に第九〇三海軍航空隊に編入)等が防備に当たっていた。
1944年2月、大本営はマリアナ諸島及びトラック島を始めとする南洋諸島の防備拡大を目的とした第31軍を編成、父島要塞司令部もこの指揮下に置かれる。同年5月、父島・母島・硫黄島の各守備隊を元に第109師団を編成、小笠原兵団栗林忠道兵団長の指揮下に入る。この時、小笠原諸島各島の住民6,886人（残留者 825人）は本土へ強制疎開となった。
この頃から父島要塞へのアメリカ軍の空襲が激化。特に1944年8月頃から開始されたスカベンジャー作戦では艦砲射撃も交えた猛攻撃が行われ、日本側は父島海軍航空隊がほぼ壊滅、濱江丸等の多数の艦艇を喪失した。しかし日本側の反撃も激しく、多くのアメリカ軍機が対空砲火で撃墜されている。その中には、後に第41代大統領となるジョージ・H・W・ブッシュ中尉の乗機も含まれていた。
その後の父島要塞には散発的に空襲が行われた程度で、母島共々大きな地上戦闘は発生しないまま終戦を迎えることとなるが、硫黄島の戦いに備えて硫黄島へと重火器や物資の抽出が行われたこともあり、守備兵は困窮と飢餓の中で苦しい自活を強いられることとなる。その最中で小笠原事件のような事態が発生したとされている。
1945年9月3日、アメリカ海軍駆逐艦ダンラップ艦上で小笠原の日本軍は降伏調印。その後父島要塞はアメリカ海軍の占領下に置かれ、残存していた重火砲類は全て爆破処理にて無力化が行われた。1946年10月には欧米系島民が日系島民に先んじて帰島を果たすが、占領下での困窮した生活の自助のために、父島要塞跡内に残存していた兵器の残骸を屑鉄として回収する事で生計を立てる例も見られたという。
父島要塞跡は母島の日本軍施設とともに、今日でも多数の地下壕や重火砲類の残骸が比較的良好な状態で現存しており、小笠原諸島の観光資源の一角を成している。

## 大正8年8要塞整理案
要塞新設に関しては、海軍側の熱望極めて大なるものありき。しかして陸軍また大戦後の新情勢に鑑みその必要を認め、ついに明治の末期より画策の開始せられ、ようやく本年5月御裁可となりし要塞整理要領に、さらに追加として両要塞の台頭を見るにいたりたるものなり。
- 目的：南方諸島方面における我が海軍の拠点を成形す。
- 任務：海上及び空中よりする敵の攻撃に対し我が海軍と相まって二見港を援護す。
- 兵備：堡塁砲台 砲種砲数 
  - 大村第一：四五式二四榴 4
  - 振分山　：一五速加 4
  - 大村第二：一五速加 4
  - 洲崎　　：七・五速加 4
  - 予備砲　：山砲 8 、高射砲 4、機関砲 12

## 大正9年現地踏査の結果の本建設要領書
砲台の位置を下記（原文・左記）理由により全部大村地区にまとめ、さきに追加要領にて定められたる振分山及び洲崎砲台はいずれも皆大村地区に 移されたり。
大村地区に集結の理由
1. 兵備を二見港の南北両岸地区に分置する時は営造物、交通並びに通信複雑となり多くの経費を要す。
2. 南岸のみに集結するも不利なり、航路は南岸に近しゆえに死角生じ砲台を適当に配置する 能わず。
3. 南岸に集結せしむる時は海軍建設物の所在地たる奥村の援護不確実となる。
4. 南岸は地形険峻にして土質不良なり。 新建設要領書による兵備は左の如し。

砲台 砲種砲数 摘要
- 大村第一：七年式三十榴 4　 ※大正9年11月奄美大島要塞嘉鉄第一砲台の七年式三十榴と交換 [注釈 1]。
- 大村第二：一五速加 4 　　   ※大村第二、第三砲台十五糎加農8門は将来移動砲架の制定を待ってこれと交換するを可とす [注釈 2]。
- 大村第三：一五速加 4
※大村第二、第三砲台十五糎加農8門は将来移動砲架の制定を待ってこれと交換するを可とす [注釈 2]。
- 大村第四：七・五速加 4
- 予備砲　：山砲 8、高射砲 6、機関砲 12

## 年譜
- 1906年（明治39年）：父島にはマリアナ諸島とボニン諸島を通じてホノルルと東京を結ぶ海底ケーブルが敷設
- 1909年（明治42年）：父島の地勢と望楼適地等を調査する為に海軍は第2艦隊（司令官島村速雄）を派遣
- 1910年（明治43年）：第2艦隊が派遣され，二見湾のキャパシティや防御法などについて詳細な調査を実施
- 1914年（大正3年）
  - 9月：海軍が父島最初の軍事施設として清瀬北方台地に父島北特設望楼を設置
  - 11月：電信業務を開始
- 1917年（大正6年）12月：海軍は父島に二見海軍貯炭場を設置、太平洋の中継基地とする
- 1920年（大正9年）
  - 6月：要塞整理費予算臨時議会通過
  - 8月：陸軍築城部父島支部設置（門田宥工兵少佐）
  - 10月：陸軍築城部父島支部 現地にて事務開始
  - 12月：陸軍大臣、父島要塞建設要領書及び同建設設計要領書を築城部本部長に下付して工事の実施下令
  - 　　：東京憲兵隊麹町分隊の管轄下に父島憲兵分駐所が設置（憲兵が常時島に派遣される様になる）
- 1921年（大正10年）
  - 6月：大村 南部軍道の工事に着手
  - 7月：大村第1砲台・大村第2砲台着工
  - 11月：米国ワシントンにおいて海軍軍縮会議開催
  - 12月：大村第3砲台・大村第4砲台着工[注釈 3]
- 1922年（大正11年）
  - 2月：4砲台の工事中止[注釈 4]
  - 8月：陸軍築城部父島支部は編成を縮小[注釈 5]
- 1923年（大正12年）
  - 4月1日：父島要塞司令部設置[注釈 6][注釈 7]
  - 4月30日：陸軍築城部父島支部廃止
- 1927年（昭和2年）7月30日：昭和天皇が戦艦山城で父島、母島に行幸
- 1928年（昭和3年）４月：貯炭場は横須賀海軍軍需部・二見燃料貯蔵場と改称[注釈 8]
- 1932年（昭和7年）11月：父島洲崎に飛行場建設開始[注釈 9]
- 1933年（昭和8年）
  - 3月：修正計画要領による父島要塞の兵備計画策定[注釈 10]
  - 　  ：海軍が小笠原近海などで大演習。硫黄島に滑走路を仮設
- 1934年（昭和9年）12月：砲台残工事再開・備砲工事着手
- 1937年（昭和12年）
  - 4月：洲崎に海軍飛行場が完成
  - 6月：夜明山と旭山の頂上にある通信施設を拡充[注釈 11]
- 1939年（昭和14年）
  - 4月：父島海軍航空隊新設
  - 8月：小笠原近海で海軍大演習実施
- 1940年（昭和15年）
  - 4月：要塞地帯法改正により父島列島全域が要塞地帯に指定
  - 8月：年度動員計画訓令細則に示されある兵器の交付を受け大村第一、同第二砲台に備砲、別に巽谷砲台を新設[注釈 12]
  - 8月：東部軍に編入
- 1941年（昭和16年）
  - 7月3日：要塞警急戦備下令に応じ得る準備命令を発せらる
  - 9月10日：父島要塞司令部、父島要塞重砲兵連隊、父島陸軍病院を臨時編成
  - 　  20日：要塞本戦備下令に応ずる準備
  - 10月1日：海軍第7根拠地隊新設（阿部嘉輔 少将）
  - 11月　  ：海軍通信傍受基地 設置
  - 11月8日：要塞本戦備下令
  - 12月1日：グアム攻略部隊が母島沖村海岸で上陸演習を実施
  - 12月8日：米英に対し戦線の詔勅渙発
  - 12月　  ：父島要塞防空隊が長崎展望台の西側稜線上に照空分隊陣地を設置
- 1944年（昭和19年）
  - 3月10日：第31軍に編入 (小笠原集団)
  - 3月　　 ：父島要塞電波警戒隊 編成
  - 5月22日：父島要塞司令部閉鎖。父島要塞重砲兵連隊は重砲兵第9連隊に改編 等、第109師団の基幹となる (小笠原兵団)

## 主要な施設
- 大村第1砲台
- 大村第2砲台
- 大村第3砲台
- 大村第4砲台
- 巽谷砲台（1940年着工）[3]
- 大根岬電燈
- 清瀬弾薬本庫

海軍施設
- 二見海軍燃料貯蔵場（清瀬重油槽）
- 清瀬電信山送信所
- 夜明山通信隊送信所
- 夜明平 父島海軍航空隊送信所
- 大根山 父島海軍航空隊監視壕
- 洲崎海軍飛行場
- 旭山電波探信義
- 旭山防空砲台（8糎高角砲・12糎高角砲）
- 小港平射砲台（14糎砲）
- 奥村平射砲台
- 海軍宮之浜平射砲台（12糎高角砲）

## 歴代司令官
- 不明：1923年4月 -
- 安達十六 中佐：1925年5月1日 -
- 吉田二郎 中佐：1927年8月2日 -
- 原田芳雄 中佐：1928年8月10日 -
- 藤崎芳一 大佐：1932年8月8日 -
- 荘司久吉 大佐：1933年8月1日 -
- 富士井末吉 歩兵大佐：1934年8月1日 - 1935年8月1日[4]
- 西村勝美 歩兵大佐：1935年8月1日[4] -
- 菰口貞造 大佐：1936年8月1日 -

※この間不明。
- 川上護 中佐：1941年1月25日 -
- 木村直樹 予備役少将：1942年9月1日 - 1944年2月14日[5]
- 大須賀応 少将：1944年2月14日 - 1944年5月　日 ⇒ 小笠原地区集団の第109師団混成第2旅団長へ